# Franz Xaver von Sachsen

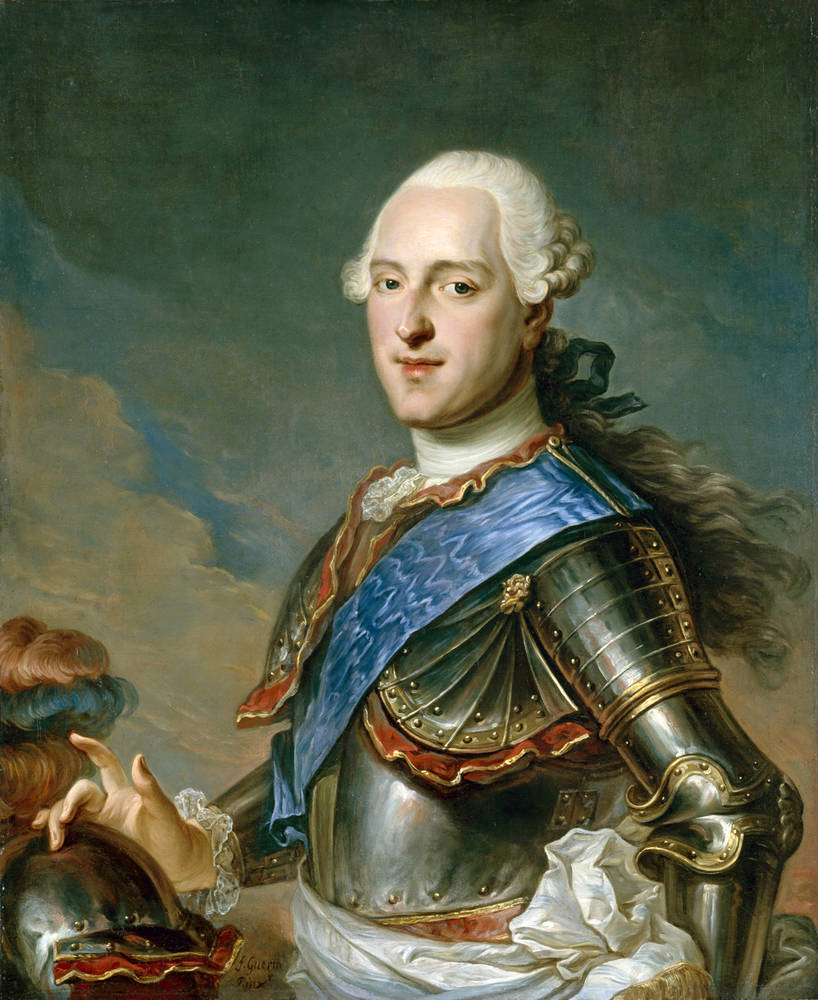
Prinz Franz Xaver, in vermutlich imaginärem Prunkharnisch und antikisiertem Reiterhelm, als Attribute adeliger Ritterbürtigkeit

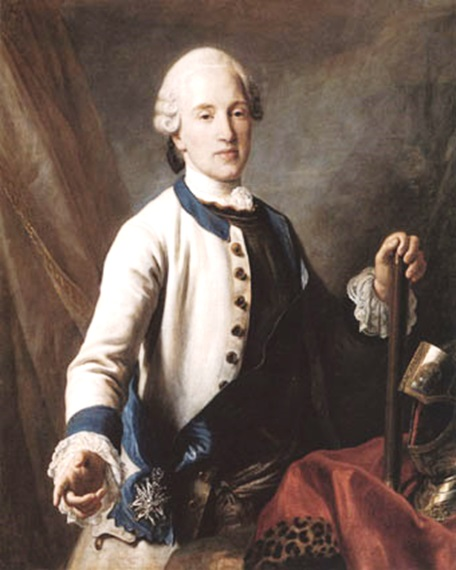
Franz Xaver als Chef des Infanterieregiments „Prinz Xaver“ (mit Kommandostab sowie geschwärztem, vermutlich imaginärem Brustpanzer und mittelalterlichem Visierhelm)

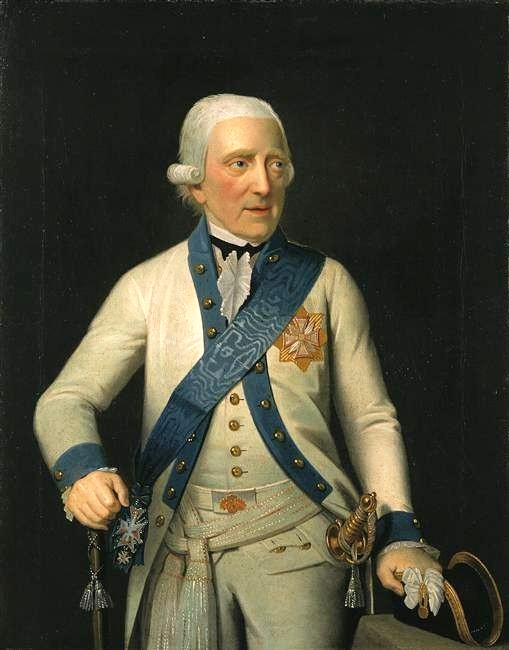
Franz Xaver, 1790, in der Uniform des sächsischen Regiments „Prinz Xaver“, mit Ordensband und Brustkreuz des Ordens des Weißen Adlers

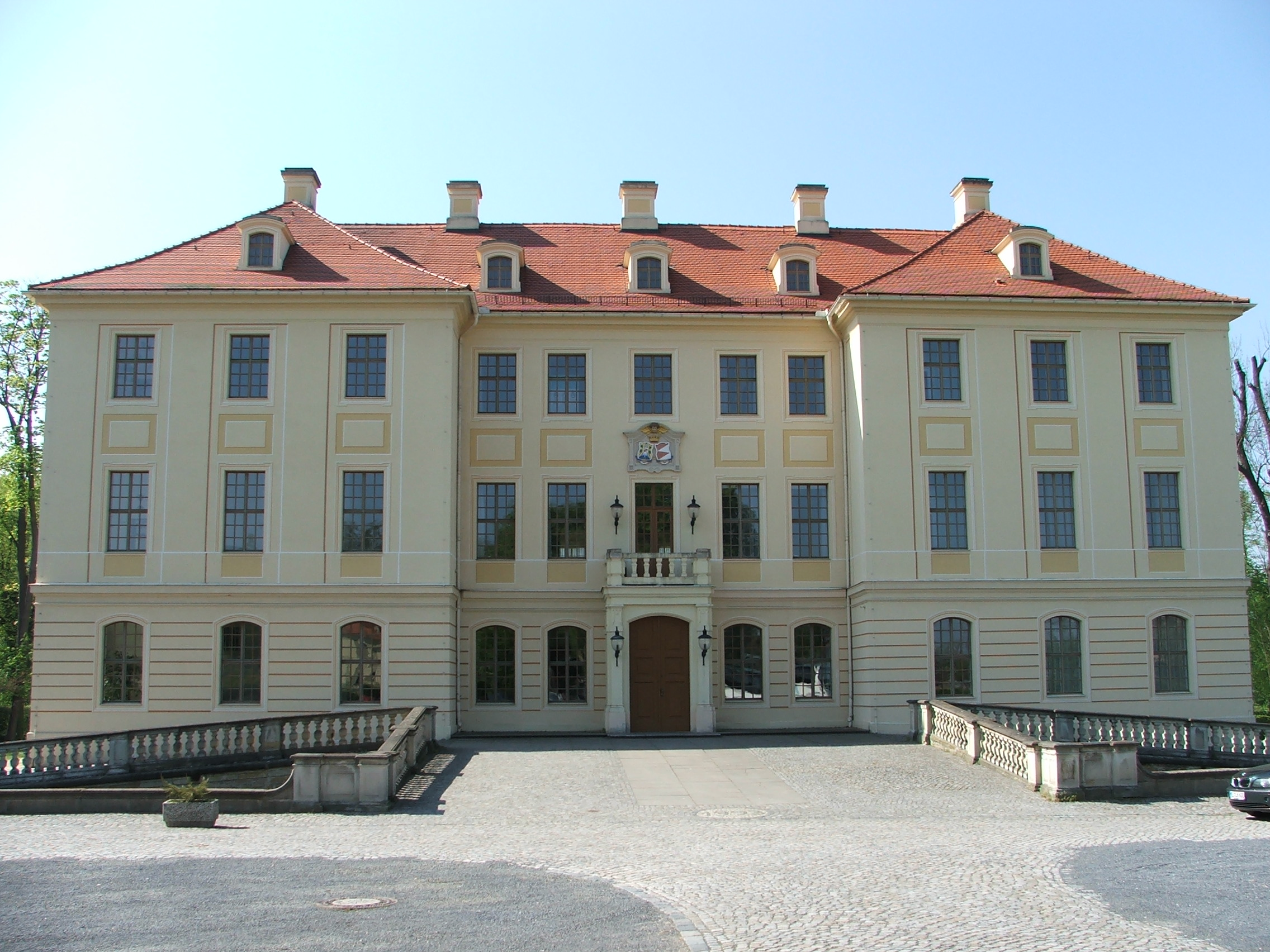
Schloss Zabeltitz, Prinz Franz Xavers Alterssitz

Franz Xaver Albert August Ludwig Benno von Sachsen und Polen, Graf von der Lausitz (* 25. August 1730 in Dresden; † 21. Juni 1806 in Zabeltitz), war ein aus dem Hause der albertinischen Wettiner stammender Prinz von Sachsen und Polen sowie Regent (Kuradministrator) des Kurfürstentums Sachsen von 1763 bis 1768.

## Familie
Franz Xaver war das achte Kind und der vierte Sohn von Friedrich August II., Kurfürst von Sachsen und König von Polen (als dieser August III.), und der österreichischen Erzherzogin Maria Josepha (Tochter Kaiser Josephs I.) und damit Enkel Augusts des Starken. Da seine erstgeborenen Brüder bereits verstorben waren, stand er nach seinem Bruder, dem späteren Kurfürsten Friedrich Christian, bis zur Geburt von dessen Sohn, an zweiter Stelle der Thronfolge.

## Leben
Während des Siebenjährigen Krieges war Prinz Xaver Oberbefehlshaber des Sammlungswerkes. Dazu war er am 30. September 1758 vom französischen König Ludwig XV. zum Generalleutnant ernannt worden. Über besondere militärische Erfahrungen verfügte der Prinz bis dahin nicht. Seit 1733, seinem dritten Lebensjahr, bis zu seinem Tod 1806 war er Chef und Namensgeber des sächsischen Infanterieregiments „Prinz Xaver“, vormals Grenadier-Regiment „Sachsen-Weimar“. Die Führung oblag jedoch, wie damals üblich, einem als Kommandeur eingesetzten Obristen.
Im Sammlungswerk vereinigte sich rund die Hälfte jener bis zu 19.000 Sachsen, die nach ihrer Gefangennahme bei der Belagerung bei Pirna 1756 in preußische Dienste gepresst worden waren. Viele von ihnen flohen ab dem Frühjahr 1757 als sog. Revertenten (Rückkehrer) sukzessive nach Königlich-Ungarn (heute Slowakei), um erneut den Kampf gegen Preußen aufzunehmen. Trotz einer Sollstärke von 10.000 Mann zählte das Korps nie mehr als 8.000 Köpfe. Ab Frühjahr 1758 stand es in französischem Sold und kämpfte in Westdeutschland. Im Juli 1759 übernahm, unter Beförderung zum Generalleutnant, Friedrich Christoph zu Solms-Wildenfels den militärischen Oberbefehl über die freien Sachsen. Prinz Xaver blieb formell weiterhin Chef des Korps. Ab 1760 führte er als Untergebener des Marschalls Broglie wiederholt größere französische Kontingente. Da er die Wintermonate regelmäßig am Versailler Hof zu verbringen pflegte, verpasste Prinz Xaver u. a. das Gefecht bei Langensalza, im Februar 1761. Anfang Oktober des Jahres gelang ihm zwar die kurzzeitige Besetzung der Festung Wolfenbüttel, er musste diese aber schon nach wenigen Tagen, infolge des verlorenen Gefechts bei Ölper, wieder preisgeben.
Im Dezember 1763 übernahm er, nach dem Tode seines älteren Bruders, Kurfürst Friedrich Christian, der nur 74 Tage regiert hatte, die vormundschaftliche Regentschaft für seinen minderjährigen Neffen Friedrich August III. Mitregentin war seine Schwägerin Maria Antonia, die Witwe des Kurfürsten und Mutter des künftigen Herrschers. Gemeinsam führten sie die aufklärerischen Reformen Friedrich Christians fort, die als kursächsisches Rétablissement in die Geschichte eingingen. Die von Franz Xaver nach dem Vorbild Preußens eingeleitete Heeresreform stieß bei den Landständen insbesondere wegen der hohen Kosten auf heftige Ablehnung. 1764 gründete er die Bergakademie Freiberg.
Eingedenk des seit 1764 praktizierten preußisch-russischen Zusammengehens, das auch in der Frage der polnischen Thronfolgeregelung Bestand hatte, verzichtete Franz Xaver im Oktober 1765, im Namen des Kurprinzen auf die polnische Krone. Damit folgte er, entgegen dem Widerstand der Kurfürstenwitwe, letztlich den Fakten, die einen Monat zuvor mit der Wahl des neuen Königs Stanislaus II. August Poniatowski geschaffen worden waren. Die Regentschaft für den minderjährigen Kurprinzen endete mit dem Erreichen des 18. Lebensjahres, im Dezember 1768 (entsprechend den Regelungen der Goldenen Bulle von 1356).
Im Jahr darauf verlegte Franz Xaver seinen Wohnsitz nach Frankreich, das er als Comte de Lusace (Graf von der Lausitz) erst nach Ausbruch der Französischen Revolution wieder verließ. Nach weiteren Jahren in Rom kehrte er nach dem Tod seiner Gemahlin nach Sachsen zurück und lebte zurückgezogen im Barockschloss Zabeltitz.

## Nachkommen

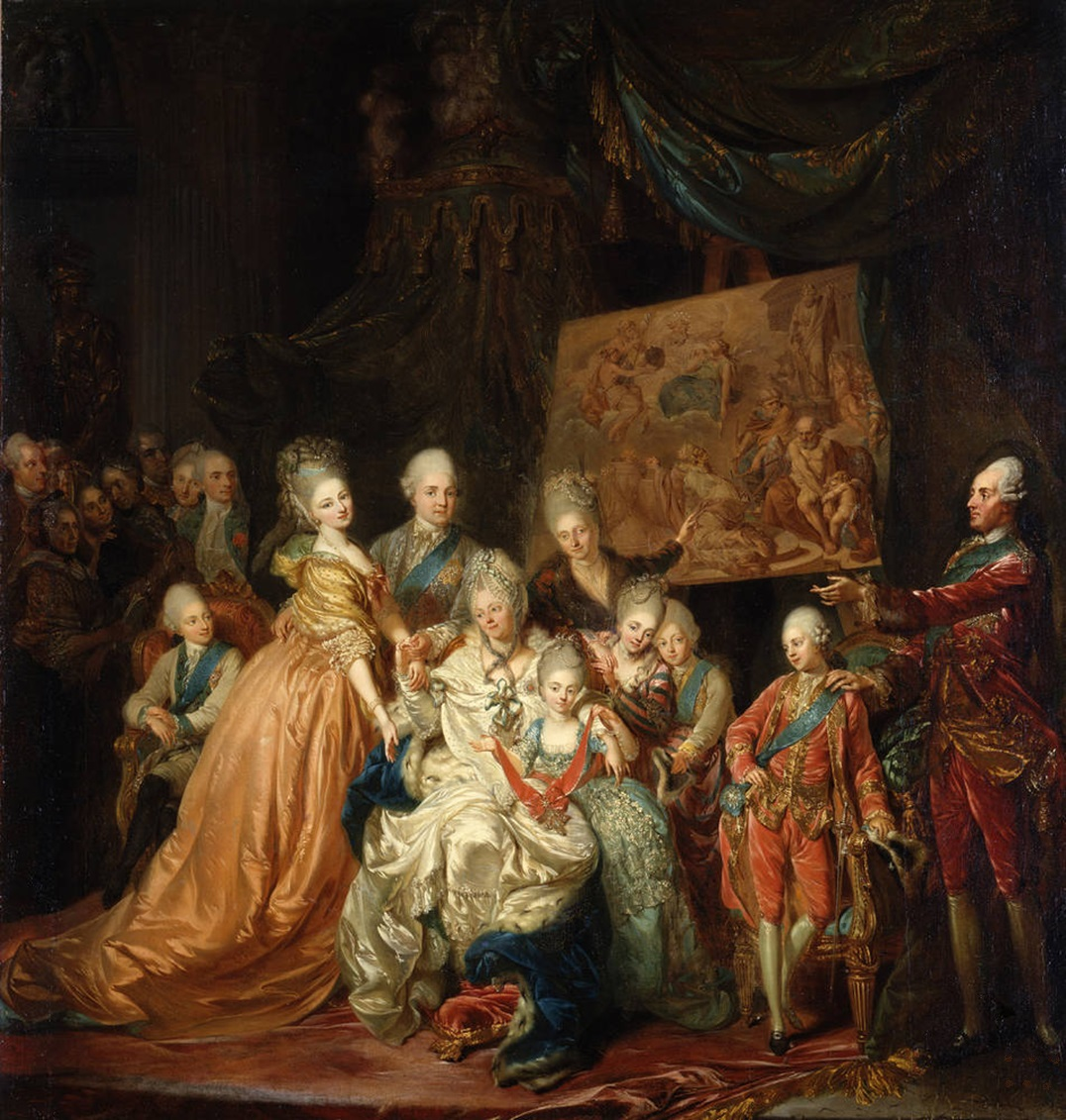
Kursachsens Herrscherfamilie, 1772. Am rechten Bildrand stehend, Prinz Franz Xaver

Bereits am 9. März 1765 hatte Franz Xaver eine morganatische Ehe mit Clara Maria Spinucci, einer Hofdame der Kurfürstenwitwe, geschlossen. Spinucci wurde 1767 zur Gräfin von der Lausitz erhoben. Mit Clara Maria (auch: Chiara) Spinucci (* 30. August 1741; † 22. November 1792) hatte er zehn Kinder:
- Ludwig Ruprecht Joseph Xavier (* 27. März 1766 in Dresden; † 22. August 1782 in Pont-sur-Seine im Duell)
- Clara Maria Augusta Beatrice (* 27. März 1766 in Dresden; † 18. November 1766 ebenda)
- Joseph Xavier Karl Raphael Philipp Benno (* 23. August 1767 in Dresden; † 25. Juni 1802 in Teplitz), genannt Chevalier de Saxe
- Elisabeth Ursula Anna Cordula Xaveria (* 22. Oktober 1768 in Dresden; † 3. Mai 1844 ebenda), genannt Mademoiselle de Saxe, ⚭ (8. November 1787) Henri de Preissac, duc d’Esclignac de Fimarcon Lomagne, Grande von Spanien (1763–1837)
- Maria Anna Violante Katharina Martha Xaveria (* 20. Oktober 1770 in Siena; † 24. Dezember 1845 in Rom) ⚭ (15. Oktober 1793) Principe Don Paluzzo Altieri, Principe di Oriolo
- Beatrix Marie Françoise Brigitte (* 1. Februar 1772 in Chaumot; † 6. Februar 1806 in Dresden) ⚭ (18. Februar 1794) Don Raffaele Riario-Sforza, Marchese di Corleto
- Kunigunde Anna Helena Maria Josepha (* 18. März 1774 in Chaumot; † 18. Oktober 1828 in Rom) ⚭ (1795) Marchese Don Giovanni Patrizi Naro Montoro
- Maria Christina Sabina (* 30. Dezember 1775 in Pont-sur-Seine; † 20. August 1837 in Rom) ⚭ (24. März 1796) Don Camillo Massimiliano Massimo, Principe di Arsoli. Ihr Sohn war der Kardinal Franz Xaver Massimo (1806–1848).
- totgeborener Sohn (*/† 22. Dezember 1777 in Pont-sur-Seine)
- Cecilie Marie Adelaide Augustine (* 17. Dezember 1779 in Pont-sur-Seine; † 24. Juni 1781 ebenda)

## Vorfahren
| Ahnentafel Franz Xaver von Sachsen | Ahnentafel Franz Xaver von Sachsen                                                                  | Ahnentafel Franz Xaver von Sachsen                                                              | Ahnentafel Franz Xaver von Sachsen                                                                            | Ahnentafel Franz Xaver von Sachsen                                                                            | Ahnentafel Franz Xaver von Sachsen                                                          | Ahnentafel Franz Xaver von Sachsen                                                                          | Ahnentafel Franz Xaver von Sachsen                                                                                  | Ahnentafel Franz Xaver von Sachsen                                                                                  |
| ---------------------------------- | --------------------------------------------------------------------------------------------------- | ----------------------------------------------------------------------------------------------- | --- | --- | ------------------------------------------------------------------------------------------- | --- | --- | --- |
| Ururgroßeltern                     | Kurfürst Johann Georg II. (1613–1680) ⚭ 1638 Magdalena Sibylle von Brandenburg-Bayreuth (1612–1687) | König Friedrich III. (1609–1670) ⚭ 1643 Sophie Amalie von Braunschweig-Calenberg (1628–1685)    | Erdmann August von Brandenburg-Bayreuth (1615–1651) ⚭ 1641 Sophie von Brandenburg-Ansbach (1614–1646)         | Herzog Eberhard III. (1614–1674) ⚭ 1637 Anna Katharina Dorothea von Salm-Kyrburg (1614–1655)                  | Kaiser Ferdinand III. (1608–1657) ⚭ 1631 Maria Anna von Spanien (1606–1646)                 | Kurfürst Philipp Wilhelm von der Pfalz (1615–1690) ⚭ 1653 Elisabeth Amalia von Hessen-Darmstadt (1635–1709) | Herzog Georg (1582–1641) ⚭ 1617 Anna Eleonore von Hessen-Darmstadt (1601–1659)                                      | Eduard von der Pfalz (1625–1663) ⚭ 1645 Anna Gonzaga (1616–1684)                                                    |
| Urgroßeltern                       | Kurfürst Johann Georg III. (1647–1691) ⚭ 1666 Anna Sophie von Dänemark und Norwegen (1647–1717)     | Kurfürst Johann Georg III. (1647–1691) ⚭ 1666 Anna Sophie von Dänemark und Norwegen (1647–1717) | Markgraf Christian Ernst von Brandenburg-Bayreuth (1644–1712) ⚭ 1671 Sophie Luise von Württemberg (1642–1702) | Markgraf Christian Ernst von Brandenburg-Bayreuth (1644–1712) ⚭ 1671 Sophie Luise von Württemberg (1642–1702) | Kaiser Leopold I. (1640–1705) ⚭ 1676 Eleonore Magdalene von der Pfalz (1655–1720)           | Kaiser Leopold I. (1640–1705) ⚭ 1676 Eleonore Magdalene von der Pfalz (1655–1720)                           | Herzog Johann Friedrich von Braunschweig-Calenberg (1625–1679) ⚭ 1668 Benedicta Henriette von der Pfalz (1652–1730) | Herzog Johann Friedrich von Braunschweig-Calenberg (1625–1679) ⚭ 1668 Benedicta Henriette von der Pfalz (1652–1730) |
| Großeltern                         | König August II. (1670–1733) ⚭ 1693 Christiane Eberhardine von Brandenburg-Bayreuth (1671–1727)     | König August II. (1670–1733) ⚭ 1693 Christiane Eberhardine von Brandenburg-Bayreuth (1671–1727) | König August II. (1670–1733) ⚭ 1693 Christiane Eberhardine von Brandenburg-Bayreuth (1671–1727)               | König August II. (1670–1733) ⚭ 1693 Christiane Eberhardine von Brandenburg-Bayreuth (1671–1727)               | Kaiser Joseph I. (1678–1711) ⚭ 1699 Wilhelmine Amalie von Braunschweig-Lüneburg (1673–1742) | Kaiser Joseph I. (1678–1711) ⚭ 1699 Wilhelmine Amalie von Braunschweig-Lüneburg (1673–1742)                 | Kaiser Joseph I. (1678–1711) ⚭ 1699 Wilhelmine Amalie von Braunschweig-Lüneburg (1673–1742)                         | Kaiser Joseph I. (1678–1711) ⚭ 1699 Wilhelmine Amalie von Braunschweig-Lüneburg (1673–1742)                         |
| Eltern                             | König August III. (1696–1763) ⚭ 1719 Maria Josepha von Österreich (1699–1757)                       | König August III. (1696–1763) ⚭ 1719 Maria Josepha von Österreich (1699–1757)                   | König August III. (1696–1763) ⚭ 1719 Maria Josepha von Österreich (1699–1757)                                 | König August III. (1696–1763) ⚭ 1719 Maria Josepha von Österreich (1699–1757)                                 | König August III. (1696–1763) ⚭ 1719 Maria Josepha von Österreich (1699–1757)               | König August III. (1696–1763) ⚭ 1719 Maria Josepha von Österreich (1699–1757)                               | König August III. (1696–1763) ⚭ 1719 Maria Josepha von Österreich (1699–1757)                                       | König August III. (1696–1763) ⚭ 1719 Maria Josepha von Österreich (1699–1757)                                       |
| Franz Xaver von Sachsen            | |                                                                                                 | | |                                                                                             | | | |